# 仲介者マリア
仲介者マリア（ちゅうかいしゃマリア、ラテン語: Mediatrix）とは、ローマ・カトリック教会のマリア神学（Roman Catholic Mariology）で、キリストから受ける恵みの仲介者としての聖母マリアに与えられた称号である。

## 概要
「仲介者」と言う称号は、弁護者、扶助者、援助者という3つの意味を持っている。マリアはすべての恵みの源であるイエス・キリストを産んだので、恵みの仲介者として参与する。次にマリアは天において神の恵みを仲介する。ローマ教皇、ピウス12世からレオ13世に至るまで伝統的に支持している。

カトリック教会のマリア神学において「仲介者（Mediatrix）」とは、イエス・キリストによる恵みを仲介する役割について言及している。そして、イエス・キリストは聖母を通じて恵みをもたらす。「仲介者」とは、少なくとも5世紀から多くの聖人によって使われ続けてきた古来からの称号である。この言葉の用途は中世の間に大きくなり、聖ルイ・マリー・グリニョン・ド・モンフォールや聖アルフォンソ・デ・リゴリの18世紀における著作によって頂点に達した。
ローマ・カトリック教会、正教会、東方正教会において、一般的に仲介者の役目は聖母マリアに帰するものであるとする。
言葉としての「仲介者（Mediatrix）」は、第2バチカン公会議の教会憲章で教義上制定された。しかしながら、キリストが唯一の仲介者の権威を持つことを否定するものではない。「仲介者(Mediatrix)」と言う称号及び聖母神学を使用する場合、聖母は御子であるイエスとの特別な関係において聖人の仲介よりも高度なレベルの仲介を持つ。
1948年、フィリピンにあった聖母出現により、「全ての恵みの仲介者」が新たに聖母の称号となった。これは、2015年9月12日にカトリック教会のフィリピン・リパ大司教区を通じて、バチカンの典礼秘跡省が正式に宣言したものである。この聖母の出現には典拠があり、マリア崇敬を熱心におこなう価値があるとされている。
しかし、「仲介者」の称号及びマリア神学の「仲介者」は、共にこの「全ての恵みの仲介者」の称号と論理的に別のものである。